# Café Quijano
Café Quijano é uma banda de rock espanhola formada em 1997 na cidade de Leão. Os integrantes do grupo são os irmãos Manuel Quijano, Óscar Quijano e Raúl Quijano.

## Carreira artística
O grupo é composto pelos Manuel, Óscar e Raúl, todos eles originários da cidade de Leão (Espanha), onde trabalhavam com o pai, que também é músico, em um pub chamado La Lola, nome que dá título a uma de suas canções mais famosas. É neste local onde a banda começa a ter seu primeiro contato com público tocando ao vivo.
Em 1996, incentivados pelo seu pai, gravam um primeira maqueta e organizam o que será a apresentação debut ante ao grande público no Teatro Emperador de León. Tudo isso levará a banda a captar a atenção da gravadora Warner Music, com quem assinam o primeiro contrato discográfico.
Publicam quatro CD's com grande sucesso. Também colaboram com importantes nomes como Ricardo Franco, Armando Manzanero, Humberto Gatica, Kenny O'Brien, David Foster, Raphael, Joaquín Sabina e Céline Dion. Além de incursões pelo cinema como a aparição no filme Torrente 2: misión en Marbella; e a participação na trilha sonora do filme da Disney Lilo & Stitch.
Destaca-se o grande trabalho que exerceram como embaixadores de sua terra, sendo a imagem do grupo o emblema ao redor do mundo para Leão, ajudando a fomentar o turismo da região.

### 1998:Café Quijano
Seu primeiro trabalho com a Warner Music, em 1998, foi o lançamento do álbum de mesmo nome da banda, Café Quijano, que inclui a colaboração do cineasta Ricardo Franco com o a música "Loco de amor". O disco gera uma turnê de mais de cinquenta shows pela Espanha, o que faz da banda merecedora do reconhecimento do público, alcançando rapidamente um alto nível de popularidade.

### 1999:La extraordinaria paradoja del Sonido Quijano
Com o lançamento, em 1999, de seu segundo disco La extraordinaria paradoja del Sonido Quijano, alcançam um sucesso sem precedentes e se convertem em uma referência da música em castelhano a nível internacional, sendo o primeiro single deste álbum a canção "La Lola", número um em emissoras de rádio de trinta países. Este álbum, que ganharia o disco de platina duplo na Espanha e figuraria no Top Ten de vendas na lista AFYVE, conta com a colaboração do músico e produtor Lulo Pérez e o compositor e arranjador Juan Carlos Calderón.
Os dois anos posteriores ao lançamento deste álbum foram dedicados a uma grande turnê, numerosos eventos, colaborações e reconhecimentos entre os quais se inclui as indicações à banda revelação na premiação Grammy latino e à melhor álbum de rock alternativo pela Grammy Awards, convertendo-se no primeiro grupo espanhol a ser indicado ao Grammy americano em suas 43 edições.
Destaca-se também sua colaboração no disco Duetos, de Armando Manzanero, com a canção "Esperaré"; a inclusão da música "Así se va" na trilha sonora do filme Por la liebre; a utilização do single "De sol a sol" na trilha da série de televisão Abierto 24 horas; e sua participação no filme Torrente 2: Misión en Marbella de Santiago Segura, na qual, além de atuarem ao lado da modelo e atriz Inés Sastre, contribuem com a canção "En mis besos".

### 2001:La taberna del Buda
O ano de 2001 foi o escolhido para o lançamento do novo álbum, La taberna del Buda, que vende próximo a um milhão de cópias. Produzido por Humberto Gatica, co-produzido por Kenny O'Brien e gravado em Los Angeles, compõe-se de um time que demonstra a qualidade do trabalho requerido pelo grupo Café Quijano. Contando com David Foster ao piano, além da colaboração de músicos como Michael Landau, Abraham Laboriel, Vinnie Colautta e Jerry Hey.
La taberna del Buda trouxe consigo uma espetacular turnê em 2002, fazendo sustentar ao grupo um récord para um artista espanhol, que seria o de mais shows realizados em um única turnê, com mais de duzentos shows e um milhão de espectadores presente, o que os consolidou com uma das bandas mais importante e de mais projeção internacional da Espanha, recebendo o Premio de la Academia de la Música de melhor turnê do ano e o Premio Ondas. Neste mesmo ano, entre outras colaborações, participaram da trilha sonora do filme da Disney Lilo & Stitch, com a versão de Elvis Presley da canção "Burning Love" (Ardiente amor).

### 2003:¡Qué grande es esto del amor!
¡Qué grande es esto del amor! (2003) é o último álbum de estúdio da banda até o momento, incluindo colaborações de luxo como as de Céline Dion na canção "Nadie lo entiende" e Joaquín Sabina na faixa "No tienes corazón".
Em 2004 participam da festa em homenagem a Carlos Santana, nomeado personalidade do ano pela Latin Recording Academy, juntamente com outras estrelas internacionais como Black Eyed Peas, Fher (do grupo Maná), La Ley, Dave Matthews, Ozomatli, Robi Draco Rosa, Rob Thomas e Julieta Venegas. Além disso, voltam a ser indicados ao Grammy latino pelo disco ¡Qué grande es esto del amor! e também compõem a canção "Sírvame una copita" para a Seleção Espanhola de Futebol na Eurocopa 2004. Naquele ano ainda fazem uma grande quantidade de shows na Espanha e em outros países.

### 2004 - 2009:Grandes éxitose novos projetos
Depois de anos de muito trabalho e uma vez finalizada a turnê do último disco, os irmãos Quijano decidem buscar novos desafios em carreiras separadas. 
Manuel funda seu próprio selo discográfico, Rebel Records, com o qual lança seus dois discos solo, Vidas y venidas e Santa Mónica Boulevard, em 2007 e 2008 respectivamente, além de fazer incursões no mundo do automobilismo e da fotografia. Óscar participa da trilha sonora e do elenco da novela Romeo y Julieta e compõe múltiplas canções para outros artistas, além de compor a canção oficial da Liga de Futebol Profissional em 2008. Raúl, por sua vez, publica em 2009 seu primeiro trabalho em carreira solo, Trozos of love, e inicia uma turnê promocional por diferentes pontos da Espanha ao longo do ano de 2010.
Durante este período, foi lançado pela gravadora Warner Music em 2008, o álbum de coletânea Grandes Éxitos, um disco que sem promoção alguma alcança altos índices de venda.

### 2010: De volta à atividade
Em novembro de 2010, na ocasião da Feira Internacional do Livro em Guadalajara (México), foi emitido um comunicado de imprensa que anuncia a volta da banda Café Quijano. O motivo não é outro que representar o estado de Castela e Leão, na feira que é um dos eventos culturais de língua hispânica de maior envergadura internacional.
Em 27 de novembro, dentro da programação deste evento, oferecem uma entrevista coletiva onde é formulado por parte dos meios de comunicação convocados o rumor de uma possível volta definitiva da banda. Esclarecendo que se trata de um encontro pontual sem mias planos no momento, no fecham as portas para um regresso da banda no futuro que depende de sua felicidade. Entretanto revelam que se sentem bem e felizes como irmãos, o fato de compartilhar seu trabalho com músicos é motivo de maior orgulho e estão perto de determinar que sua felicidade irá da mão de sua união musical.
Em 28 de novembro oferecem um show ante mais de 5000 pessoas na esplanada da FIL, enchendo os arredores do recinto. Nesta apresentação repassam seus maiores sucessos e reencontram-se com o seu público em Guadalajara, depois de dez anos desde de sua última visita à cidade.
Finalmente, em 9 de março de 2011 declaram estar preparando uma turnê pela Espanha e América Latina,  confirmando ao fim, sua volta aos palcos ainda que sem um novo disco no momento.

## Discografia

### Álbuns de estúdio
- Café Quijano (1998)
- La extraordinaria paradoja del Sonido Quijano (1999)
- La taberna del Buda (2001)
- ¡Qué grande es esto del amor! (2003)
- Grandes éxitos (2008)

## Prêmios e indicações
| Ano  | Resultado | Categoria                                            | Prêmio                         |
| ---- | --------- | ---------------------------------------------------- | ------------------------------ |
| 2000 | Indicado  | Melhor canção (La Lola)                              | Premios de la Música           |
| 2000 | Indicado  | Melhor artista                                       | Grammy latino                  |
| 2001 | Premiado  | Melhor artista nacional                              | Premio Amigo                   |
| 2001 | Premiado  | Premio Protagonistas                                 | Onda Cero                      |
| 2001 | Indicado  | Melhor artista                                       | Grammy Awards                  |
| 2002 | Premiado  | Melhor artista nacional                              | Premio Españoles en el Mundo   |
| 2002 | Premiado  | Melhor artista nacional                              | Premios Ondas                  |
| 2002 | Premiado  | Melhor apresentação ao vivo                          | Premio Turismo Castilla y León |
| 2002 | Premiado  | Prêmio especial                                      | El Norte de Castilla           |
| 2002 | Premiado  | Melhor artista                                       | Premio Gredos                  |
| 2002 | Premiado  | Melhor artista                                       | Premios de la Música           |
| 2002 | Premiado  | Melhor turnê                                         | Premios de la Música           |
| 2002 | Indicado  | Melhor grupo espanhol                                | Premio Amigo                   |
| 2003 | Indicado  | Melhor grupo espanhol                                | Premio Amigo                   |
| 2004 | Indicado  | Melhor álbum de rock (¡Qué grande es esto del amor!) | Grammy Awards                  |